# Edy Fink
Edy Fink (* 29. Juni 1953 in Bern; † 19. September 2017 ebenda; eigentlich Eduard Werner Fink) war ein Schweizer Maler und Zeichenlehrer.

## Leben
Edy Fink liess sich am Zeichenlehrerseminar Bern und der Universität Bern zum Gymnasial- und Zeichenlehrer ausbilden. Später wurde er selbst als Dozent mit der Ausbildung von Lehrkräften der Sekundarstufe am französischsprachigen Lehramt der Universität Bern betraut. Seine freischaffenden künstlerischen Aktivitäten fanden vor allem im Rahmen der internationalen Ausstellungstätigkeit der von ihm mitgegründeten Künstlergruppe Projekt Querschnitt breitere mediale Beachtung.

## Werk
Fink schuf ein mehrheitlich expressives, gestisches Werk figurativer Ausrichtung. Seine grossformatige Oelmalerei zeigte oft monumentale Stierköpfe oder kahlköpfige, nackte Menschen, deren unmittelbare animalische Kraft in leuchtenden Farben zum Ausdruck gebracht wurde. Zudem schuf Fink ein breites lithografisches Werk und bewies sich als emphatischer Porträtist im zeichnerischen Bereich.

## Ausstellungen
- 1983: Weihnachtsausstellung, Kunsthalle Bern
- 1986: Sektionsausstellung GSMBH Bern, Kunstmuseum Bern
- 1989: Auftakt, Projekt Querschnitt, Dampfzentrale Bern
- 1990: Querschnitt, Kino Museum, Moskau
- 1991: Querschnitt – Junge Künstler aus dem Kanton Bern, Galerie am Fischmarkt, Erfurt
- 1992: Querschnitt ist tot – es lebe der Querschnitt, mit Franziska Maria Beck, Stefan Haenni, Peter Wüthrich, Lorenz Spring, Dominik Stauch, Daniel Hausig, Erich Oetterli, Kunstmuseum Thun